# Karin Olasová
Karin Olasová (* 31. března 1976 Trenčín, Československo) je slovenská herečka a zpěvačka.

## Životopis
Karin Olasová se narodila 31. března 1976 v Trenčíně. Absolvovala státní šestiletou konzervatoř s pedagogickým minimem v Bratislavě, obor hudebně-dramatický. Již během studia účinkovala v divadelní pohádce Princezna zlatovláska v Divadle A. Bagarav Nitře. Po ukončení studia účinkovala v menších rolích v bratislavském Divadle Astorka - Korzo 90' a ve Studiu L+S v představeních Cyrano a Kupec Benátský.
V Praze i v Bratislavě účinkovala v muzikálu Drácula v roli Nymfy. Od roku 2008 účinkovala na Nové scéně v operetě Ples v Hotelu Savoy, v muzikálu Krysař (Rózi), Kleopatra (Oktávie) a v muzikálu Do naha!, nebo v českém muzikálu Tři mušketýři (Constance). V roce 2003 účinkovala v muzikálu Každý má svého Leona (Soňa Walsková). Hrála v muzikálech Pomáda (Frenchy), Jeptišky a Jeptišky 2 Milionářky (sestra Amnézia).
Dvě sezóny si zahrála v Radošínském naivním divadle v představení Sedm hlavních hříchů a Stvoření světa.
V roce 2004 zahájila také televizizní kariéru. Vyhrála reality show „Dievča za milión“ a byla zvolena moderátorkou zábavného pořadu v TV Joj. Moderovala pořad „Zlomené srdcia“, ale pro malý zájem diváků, pouze tři měsíce. Vystupovala také v kabaretu Dereš – TV Markíza.
I v 20. letech 21. století hraje v muzikálech i činoherních představeních, také účinkuje v televizních seriálech. Žije s hercem Přemyslem Boublíkem, se kterým má syna Olivera.

### Filmografie
- 1998: Rivers of Babylon
- 2002: Útěk do Budína (Lujza) – TV seriál
- 2009: Mrazík – TV divadelní představení
- 2012: Druhý život – TV seriál
- 2012: Rodinné případy – TV seriál
- 2013: Bouřlivé víno (Danka Vagáčová) –TV seriál
- 2013: Pravdivé příběhy s Katkou Brychtovou – TV seriál
- 2014: Ochránci – TV seriál[3]

### Divadlo
- Sedm hlavních hříchů (Jana)
- Stvoření světa (Petra)
- Boyband (Mandy, choreografka)
- Cyrano z předměstí (Berta)
- Jánošík (Matka)
- Rozum a cit (Elinor Dashwoodová)
- Turandot (Loring)[1]

### Diskografie
- 1999 Na taneční notu - Karin Olasová, Anton Gajdoš

### Muzikály
- Do naha!
- Dracula
- Ještě jeden do partie
- Šumař na střeše
- Každý má svého Leona
- Kleopatra
- Krysař
- Limonádový Joe
- Jeptišky
- Jeptišky 2
- Mrazík
- Pomáda
- Šílené nůžky
- Tři Mušketýři
- West side story
- Z muzikálu do muzikálu
- Báthoryčka[3]